# 张滩镇
张滩镇，是中华人民共和国陕西省安康市汉滨区下辖的一个乡镇级行政单位。

## 行政区划
张滩镇下辖以下地区：
张滩村、汪岭村、后堰村、王湾村、双井村、奠安村、立石村、兰沟村、邹坡村、徐庄村、余湾村、田湾村、东沟村、安沟村、响水村和石门村。